# 二加二等于五
“二加二等于五”（即2 + 2 = 5）作为一个不证自明的虚假陈述，通常簡潔生動地用于代表一種不合邏輯的闡述，特別是用于代替與邏輯理論相悖的理論闡述。
自1728年就有人用此短语，而最先廣為人知则出于英國著名作家喬治·奧威爾的反烏托邦名著《一九八四》（第一部第七章）中。小說中的男主角溫斯頓·史密斯擔心「到最后，黨可以宣布，二加二等于五，你就不得不相信它」。他認為，當人人都相信這個謊言就是真理時，它是否最終會變成真理？溫斯頓最后寫道：「所謂自由就是可以說二加二等于四的自由。承認這一點，其他一切就迎刃而解」。在小說的后面部分，溫斯頓被迫試圖用双重思想說服自己「二加二等于五」就是真理，甚至是黨說等于多少，他就必須要使自己由衷地相信是等于多少。

## 歷史

### 奧威爾

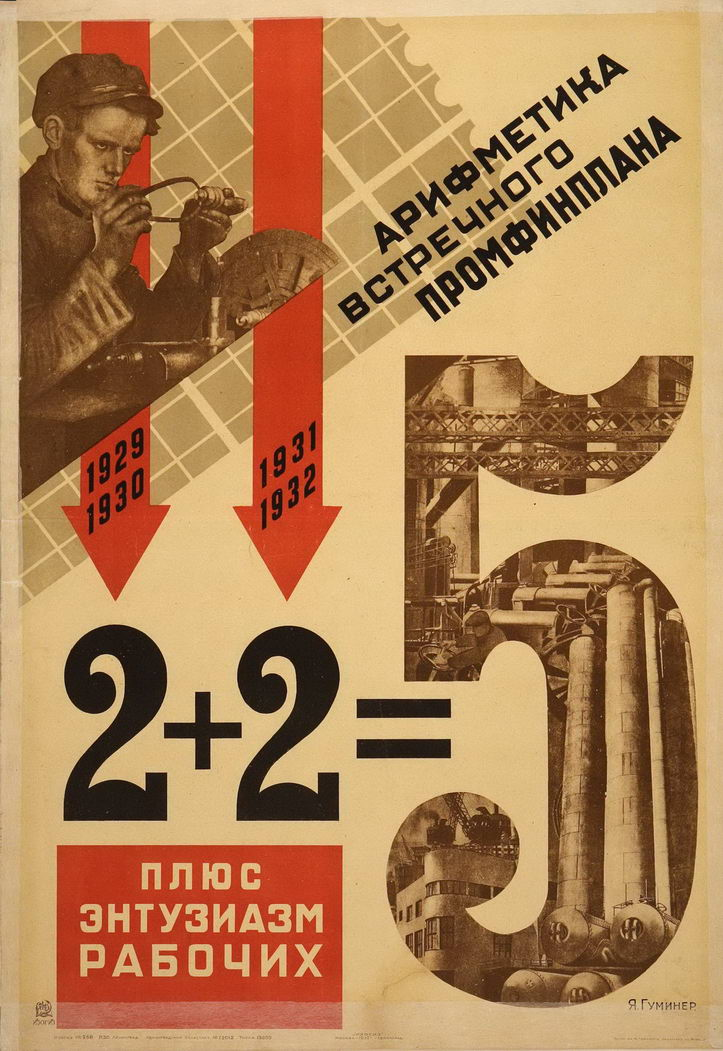
苏联时期的宣传海报：“另一方案的计算法：2+2加上工人们的热情=5”。该海报意在鼓励工人将五年计划压缩到四年完成

奧威爾在出版《一九八四》之前就曾經用過這個概念。他受雇于英國廣播公司期間，就已經深入了解到納粹黨的宣傳的虛偽。在一篇叫《回首西班牙內戰》（1943年）的散文中，他寫道：
納粹的理論深處是否定「真理」的存在……這種思維方式的隱藏目標就是一個由領袖或者執政黨派控制未來乃至過去的黑暗世界。如果領袖這樣說“這從未發生過”——好的，那就從未發生過。要是他說二加二等于五——那么好的，二加二就等于五。這種未來對于我來說遠比炸彈要恐懼害怕……
在大多數描寫奧威爾的傳記作家眼中，奧威爾這種看法應是來源于美國記者尤金·里昂斯的著作《烏托邦裡的分配》（Assignment in Utopia），里面就有一章名叫《二加二等于五》。里昂斯當時身在蘇聯，他目睹了當時蘇聯的狀況，「二加二等于五」作為斯大林的一句宣傳口號，意思是預計他實施的五年计划將在四年之內完成。這句口號當時在莫斯科流傳甚廣。
奧威爾也有可能受到納粹德國的赫爾曼·戈林元帥啟發。戈林據說曾一次誇張地向阿道夫·希特勒表示忠誠時說道「只要元首愿意，二加二就等于五！」在《一九八四》中，奧威爾的初次就二加二等于五的描寫也十分類似：
到最后，黨可以宣布，二加二等于五，你就不得不相信它。他們遲早會作此宣布，這是不可避免的；他們所處的地位必然要求這樣做。他們的哲學不僅不言而喻地否認經驗的有效性，而且否認客觀現實的存在。常識成了一切異端中的異端。可怕的不是他們由于你不那么想而殺死你，可怕的是他們可能是對的。因為，畢竟，我們怎么會知道二加二等于四呢？怎么知道地心吸力發生作用呢？怎么知道過去是不可改變的呢？如果過去和客觀世界只存在于意識中，那意識又是可以控制的——那怎么辦？

### 扎米亞京
在另一部反烏托邦名著——俄羅斯作家叶夫根尼·扎米亚京的小說《我們》中，有一段主角為極權主義國家高唱贊歌的心理描寫——「真理只有一个，正确的道理也只有一条。真理就是二乘二，正确道理就是四。如果这两个幸福地、完美地互乘的两个二也考虑什么自由（换句话说，它们明显地想得不对头），难道这不荒唐吗？」

### 陀思妥耶夫斯基和雨果
費奧多爾·陀思妥耶夫斯基的小說《地下室手記》中，主角認為二加二等于五，作者還花了幾段的篇幅描寫主角拒絕接受二乘以二等于四。儘管他的解釋不合邏輯，不過他提出他有自由去選擇或者拒絕邏輯或者非邏輯的東西。他還說：「我同意，二二得四是个很高明的东西，但如果什么都称赞，那二二得五有时也会是个非常可爱的家伙啦。」
《地下室手記》是陀思妥耶夫斯基的1864年之作，而根據羅德裏克·T·朗所言，維克多·雨果早在1852年就已經使用「二加二等於五」去反對大多數法國民眾在總統大選上對於拿破侖三世的狂熱支持，他認為拿破侖三世1851年發動的政變破壞了自由主義的價值觀。雨果說道：
現在用七百五十萬張選票可以去宣布二加二等於五，兩點之間直線最長，整體小於局部。而即使是八百萬張選票、一千萬張，還是一億張，你們都不會前進到一步。
另外，類似「二加二等于五」的應用在俄國文學占有不輕的分量。例如伊萬·屠格涅夫在他的散文詩集中一首叫《祈禱》的詩中寫道「無論人們祈求什么，他總是在祈求奇跡，每個禱告都可以縮減為：無上的主啊，請允許二加二不等于四。」又如，列夫·托爾斯泰在被迫皈依俄羅斯東正教會時說道：「即使是在亡靈之谷，二加二也不會等于六。」而很多十九、二十世紀之際的報紙專欄作家也常常用這句話來表達那個年代的道德混亂的狀況（例如：1900年10月31日的《新時報》一篇文章《Novoe vremia》）。

### 吳濁流
在臺灣作家吳濁流的自傳《無花果》中亦有類似概念，吳濁流曾在中華民國接收台灣後，聽到一名曾赴中國參加抗日的臺灣人在歡迎會上表示中國人基於政治需要，可以做出二乘二不等於四的宣稱。
|                    | 且說中國是一個奇特的國家，和日本頗為不同。在日本，二乘二必定是一個答案：四。但在中國，二乘二會變成三，或五，甚至有時會變成六或八的時候也有。 |
| ——吳濁流《無花果》 | |

## 流行文化

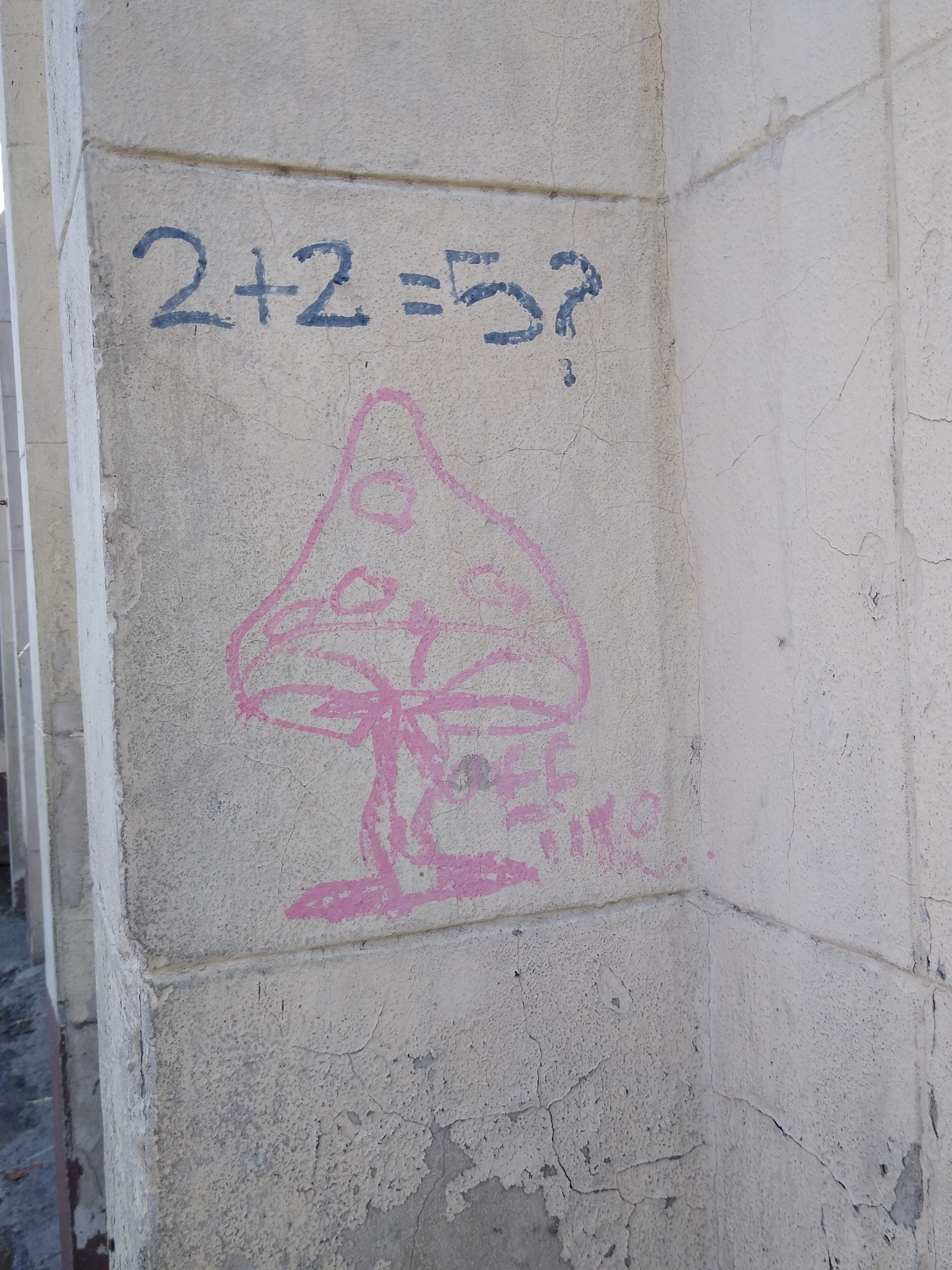
古巴哈瓦那的街头涂鸦

### 電視
- 在電視連續劇《星艦奇航記：銀河飛龍》的一集中，让-吕克·皮卡尔上校被卡達西人用與《一九八四》相同的方法折磨。卡達西人用刑求強迫畢凱上校承認他看見五盞燈，但實際上只有四盞。畢凱上校勇敢地堅持事實真相。後來在畢凱上校逃出生天返回同伴身邊時，他再一次義正辭嚴地對卡達西人說「那有四盞燈！」不過當畢凱上校後來接受星異顧問的個別輔導時，他承認相信自己在最終肯定會看到五盞燈。這與《一九八四》中溫斯頓被逼供時不得不宣稱他看到五隻手指一樣（實際上也只有四隻）。[4]
- 美國卡通片《反斗家族》的一集中，克洛克老師說如果他有神仙乾爸媽的話，他會令「二加二等於魚」（2 + 2 = fish）。另一集中，史蒂芬·霍金說出了二加二等於五，最后克洛克老師說二加二等於六，而不是五。[5]

### 音樂
- 創作歌手瓊納莎·布洛克和簡妮花·金波爾創作了一首名叫《當二加二等于五時》（When Two and Two are Five）的歌。
- 由搖滾樂團「Anti-Flag」創作的歌曲《巴拿馬陰謀》（The Panama Deception）開始的歌詞是「他們二加二不等于四，他們二加二就等于隨便他們要我們死去換來的什么」（Their two plus two does not equal four. Their two plus two equals whatever they want us to die for）
- 湯瑪斯·杜比在他的歌曲《這就是為什么人們墮入愛河》（That's why people fall in love）中寫道「二加二等于五又四分之一，這就是為什么人們墮入愛河」（Two and Two make five and quarter, that's why people fall in love）
- 2003年的一部電影《搖滾校園》中的主題曲中唱到「休會就是開會，二加二等于五」（Recess is in session/two and two make five）。
- 澳大利亞歌手Five for Fighting在他第二張專輯《Battle for Everything》中一首歌的歌名是《2 + 2 Makes Five》（也是二加二等于五之意）
- 《2+2=5》也是英國樂團電臺司令第六張專輯《Hail to the Thief》中的一首歌
- 香港樂團達明一派2017年的歌曲《1+4=14》，靈感出自小說《1984》、也出自簽署《中英聯合聲明》的1984年。歌詞寫道：「1加4原來14／真相發生／當機器越來越快／擔心我是人」。此曲最後有段機器聲獨白，直接唸出「2+2=5／2+2=？」，ＭＶ中也直接出現字樣 [6]。

以下歌曲中也有類似的概念：
- 美國樂團鮮活顏色在歌曲《個性崇拜》（Cult of Personality）中唱到蘇聯獨裁者斯大林之前有一句「我利用了你；你仍愛我。我告訴你一加一等于三」（I exploit you; still you love me. I tell you 1 and 1 makes 3）
- 英國樂團寵物店男孩在1993年的專輯《Very》中有一首歌叫《一加一等于五》
- 美國龐克樂團Bad Religion的歌曲《你究竟想要什么》（Do What You Want）中有一句「當一加一等于五時，我就相信上帝」（I'll believe in God when one and one are five）

### 電影
- 在伊朗的2011年微電影《二加二》中，老師在黑板上寫下「2+2=5」，並逼迫學生承認。這部短片曾獲第65屆英國電影學院獎最佳短片提名。
- 美国的微电影《另类数学》（Alternative Math）中，则有学生在考试中回答2+2=22，数学老师指正2+2=4后引发一系列冲突[7]。

## 参見
- 阿希从众实验——研究多數人的想法是如何影響個人的思維。
- 米爾格倫實驗——研究面對權威者下達違背良心的命令時，人性所能發揮的拒絕力量到底有多少。
- 指鹿为马
- 另類事實
- 指鼠為鴨

## 延伸閱讀
- Krueger, L. E. and E. W. Hallford. . Memory & Cognition. 1984, 12: 171–180.

## 外部連結
- （英文）二加二等于赤色 Archive.today的存檔，存档日期2013-01-05 時代雜志 1947年1月30日